# Harry Clifton (cầu thủ bóng đá, sinh năm 1914)
Henry "Harry" Clifton (28 tháng 5 năm 1914 – 1998) là một cầu thủ bóng đá người Anh thi đấu ở vị trí tiền đạo tầm xa.